# Ion Moța
Ion I. Moța (Orăștie, 5 luglio 1902 – Majadahonda, 13 gennaio 1937) è stato un politico romeno.
Ultranazionalista, vice capitano della Guardia di Ferro, fu ucciso in battaglia durante la guerra civile spagnola.

## Biografia
Figlio del sacerdote nazionalista ortodosso Ioan Moţa, che curava una rivista chiamata Liberty, Ion I. Moța studiò giurisprudenza all'Università di Parigi (1920-1921), all'Università di Cluj, all'Università di Iași e all'Università di Grenoble. La sua tesi, finita nel 1932 all'Università di Grenoble, fu intitolata "Sicurezza giuridica nella comunità delle nazioni".
A Cluj, fondò la Acțiunea Românească ("azione rumena"), un gruppo di nazionalisti ispirato dall'Action Française di Charles Maurras. Questa organizzazione si fuse con la Liga Apărării Național Creștine di A. C. Cuza nel 1925. Moța incontrò Corneliu Zelea Codreanu nel corso di una riunione di studenti antisemiti nel mese di agosto 1923. I due progettarono un piano per assassinare politici romeni e leader ebrei rumeni, visti come traditori e corruttori della vita nazionale rumena. Furono arrestati l'8 ottobre 1923 a Bucarest e detenuti nel carcere Văcărești. Assolto nel marzo del 1924, Moța sparò poi a Vernichescu, un membro del loro complotto che li aveva traditi; lo colpì sette volte ma non fatalmente. Per questo trascorse due mesi nel carcere di Galati, prima di essere assolto e liberato il 29 settembre 1924.
Codreanu nominò Moța leader del Frăția de Cruce, un gruppo di contadini e di studenti che lottava per un rinnovato nazionalismo (fondato il 6 maggio 1924). Moța partecipò al Congresso mondiale anti-semita di Budapest nel settembre 1925; alla fondazione della Guardia di ferro (la Legione Arcangelo Michele) il 24 giugno 1927, di cui era diventato vice Capitano di Codreanu.
Ion Moța rappresentò la Legione al Congresso Fascista di Montreux nel 1934.
Alla fine del 1936, costituì un'unità legionaria di volontari romeni giunti in Spagna con i volontari internazionali per combattere i comunisti nella guerra civile spagnola. Lui e Vasile Marin (un altro importante legionario) furono uccisi in combattimento vicino a Madrid lo stesso giorno, il 13 gennaio 1937.

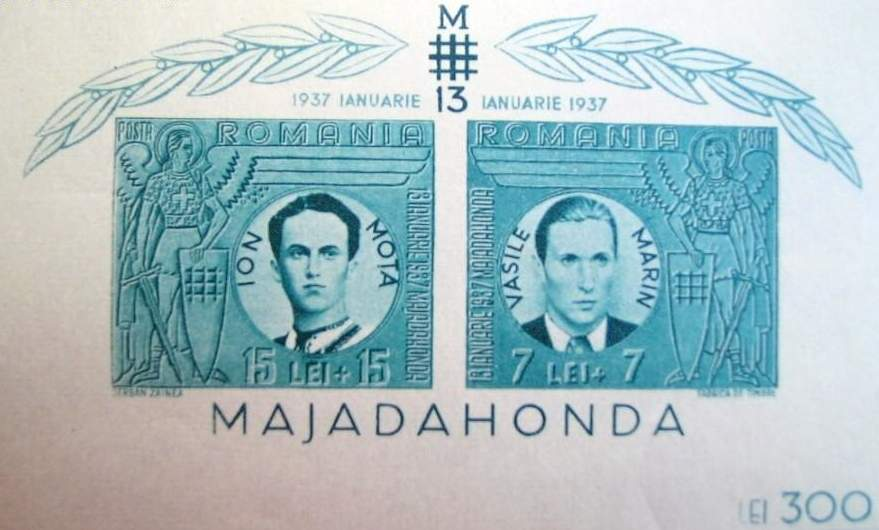
Francobolli commemorativi rumeni del 1941

I funerali a Bucarest (13 febbraio 1937) crearono un immenso ma ordinato corteo a cui parteciparono i ministri della Germania nazista, Italia fascista, Francisco Franco per la Spagna, i rappresentanti del Portogallo, dal Giappone dei primi Showa, e delegati della Gioventù Patriottica Polacca.
Alla commemorazione della morte di Moţa e Marin, il 13 gennaio 1938, Codreanu creò uno speciale ordine nelle file delle unità legionarie: il Moța-Marin Corp, sotto la direzione di Alexandru Cantacuzino. I membri di questo corpo d'élite erano pronti a morire, come diceva il loro motto.
Un monumento è stato eretto a Majadahonda, luogo della sua morte, il 13 settembre 1970.